# Užovka tenkoocasá
Užovka tenkoocasá (Orthriophis taeniurus) je dlouhá užovka z Jihovýchodní Asie a přilehlých ostrovů. Pro krásné barevné vzory a poměrně nenáročný chov je oblíbeným druhem u teraristů.

## Název
Asi nejpoužívanější český název pro tohoto hada je užovka tenkoocasá, často se však můžeme setkat i s názvem užovka japonská či užovka tchajwanská (poslední označení se ale používá spíše jen pro poddruh Orthriophis taeniurus ssp. friesei).
Známější než současné vědecké jméno je její starší označení Elaphe taeniura, nicméně v novějších taxonomických systémech se už do rodu Elaphe obvykle nezačleňuje.

## Členění druhu
Aktuálně rozeznáváme asi 7 poddruhů:
- Orthriophis taeniurus ssp. taeniurus – Čína, Korea
- Orthriophis taeniurus ssp. ridleyi – Thajsko, Malajský poloostrov
- Orthriophis taeniurus ssp. mocquardi – Čína, severní Vietnam, Chaj-nan
- Orthriophis taeniurus ssp. friesi – užovka tchajwanská – Tchaj-wan
- Orthriophis taeniurus ssp. grabowskyi – Sumatra, Borneo
- Orthriophis taeniurus ssp. schmackeri – Rjúkjú (Japonsko)
- Orthriophis taeniurus ssp. yunnanensis – Čína, Indie, Laos, Myanmar, Thajsko a Vietnam

## Vzhled
Podlouhlá hlava je jenom nepatrně oddělena od poměrně robustního těla, které pozvolna přechází k dlouhému a tenkému ocasu. Hřbet má tento had zbarven různě – olivově zeleně, někdy žlutohnědě až po čistě žlutou. Téměř vždy však jeho boky zdobí dvě řady tmavých skvrn, které směrem k ocasu přecházejí do pruhů. Barva břišní strany je žlutošedá, směrem k ocasu je zpravidla o něco tmavší. Zornice má tak jako většina užovek rodu Elaphe kulaté, černý pásek za okem lemuje bílé retní štítky.

## Rozšíření a biotop
Užovka tenkoocasá vytváří asi 7–8 poddruhů, některé ale zřejmě nejsou ještě díky poměrně širokému rozšíření popsány. Obývá jihovýchodní Asii, Myanmar, Assam a Čínu, až po Sumatru a Borneo. Na Korejském poloostrově je omezena na oblast Severní Koreje. Žije v lesnatých a křovinatých oblastech, problém jí nečiní ani blízkost lidských sídlišť, ani vyšší nadmořská výška. Živí s převážně hlodavci.

## Chov v zajetí

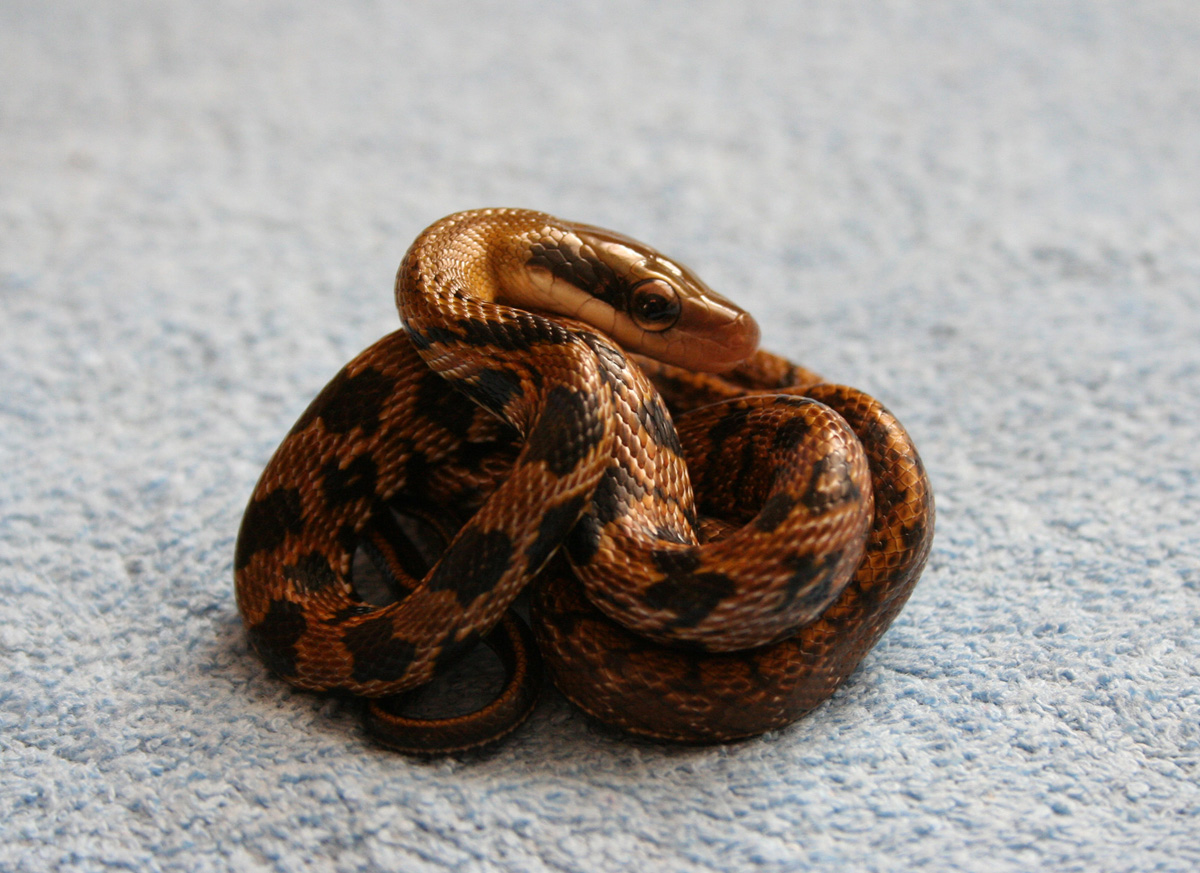
Mládě užovky dlouhoocasé

Orthriophis taeniurus ssp. friesei, která pochází z Tchaj-wanu, se v Česku zřejmě chová nejčastěji a je se svými až 250 cm v dospělosti asi největší ze známých poddruhů. Chov tohoto hada se nijak výrazně neliší od chovu užovek rodu Elaphe, denní teploty do 30 °C, s možným nočním poklesem na 20–24 °C. Terárium pokud možno velké a raději vyšší, s dostatkem větví na šplhání a větší mísou s vodou, neboť se velice ráda koupe. V zimním období je žádoucí snížit po dobu tří měsíců teplotu až téměř k 15 °C a dodržet tzv. období klidu, které velice pozitivně stimuluje jarní páření hadů. Krmíme jakoukoliv potravou přiměřené velikosti (kuřata, hlodavci). Tito hadi jsou většinou nevybíraví a s chutí přijmou kteréhokoli savce či ptáka vhodných rozměrů. Na jaře, po období páření snášejí samice 10–15 kožovitých vajec, z kterých se zhruba po 65 dnech a při inkubační teplotě 28 °C, líhnou asi 50 cm mladé užovky. Ta po prvním svlékání dobře přijímají mláďata laboratorních hlodavců.
O něco vzácněji se v teráriích setkáváme s nominotypickým poddruhem Orthriophis taeniurus ssp. taeniurus, který dorůstá jen asi do 160 cm a není tak pestře a kontrastně zbarvený. Jedinci z přírody často zastrašují prudkým kmitáním svého tenkého ocasu a zuřivě koušou do všeho, co se hýbe. Užovka tenkoocasá se časem zpravidla zklidní a stane se absolutně nenáročným a vytrvalým chovancem.